# 30203 Kimdavis
30203 Kimdavis este un asteroid din centura principală de asteroizi.

## Descriere
30203 Kimdavis este un asteroid din centura principală de asteroizi. A fost descoperit pe 7 aprilie 2000 la Socorro, New Mexico, în cadrul proiectului LINEAR. Asteroidul prezintă o orbită caracterizată de o semiaxă mare de 2,41 ua, o excentricitate de 0,12 și o înclinație de 1,8° în raport cu ecliptica.